# Ute Kircheis-Wessel
Ute Kircheis-Wessel, född den 18 mars 1953 i Niederaußem bei Bergheim, Tyskland, är en tysk fäktare som tog OS-guld i damernas lagtävling i florett i samband med de olympiska fäktningstävlingarna 1984 i Los Angeles.